# Federation Square
Federation Square (também conhecida como Fed Square) é um espaço público de grande valor cultural da cidade de Melbourne, Austrália. A Fed Square engloba vários museus, cinemas, teatros e restaurantes, formando o centro de lazer de Melbourne.

Visão noturna da Federation Square

## Instituições
- Australian Centre for the Moving Image
- National Gallery of Victoria